# (35795) 1999 JF31
1999 JF31 (asteroide 35795) é um asteroide da cintura principal. Possui uma excentricidade de 0.08506800 e uma inclinação de 5.64079º.
Este asteroide foi descoberto no dia 10 de maio de 1999 por LINEAR em Socorro.